# Luís Díez de Aux de Armendáriz
Luís Díez Aux de Armendáriz catalanitzat com Lluís Díez Aux d'Armendáriz (Quito,? - Barcelona, 1627) fou bisbe de Jaca (1617-1622) i d'Urgell (1622-1627). Fou virrei interí de Catalunya (maig del 1626) després del fracàs de les Corts de Barcelona (1626).
Va ser proposat a l'arquebisbat de Tarragona, però va morir abans de prendre'n possessió.